# 천국의 새
천국의 새(Bird of Paradise)는 미국에서 제작된 킹 비더 감독의 1932년 모험, 멜로/로맨스, 드라마 영화이다. 돌로레스 델 리오 등이 주연으로 출연하였다.

## 출연

### 주연
- 돌로레스 델 리오
- 조엘 맥크리어
- 존 핼리데이